# Осада Парижа (1589)
Осада Парижа в июле-августе 1589 — военная операция объединённых сил роялистов и гугенотов, пытавшихся отвоевать Париж у войск
Католической лиги в ходе Восьмой религиозной войны.

## Союз роялистов с гугенотами
В конце 1588 года основные боевые действия между королевской армией и гугенотами Генриха Наваррского проходили с переменным успехом в Сентонже. Генеральные штаты в Блуа отстранили короля Наваррского от наследования французской короны, но в конце декабря Генрих III приказал убить герцога де Гиза и кардинала Лотарингского, чем радикально изменил политическую ситуацию.
Не располагавший крупными силами Генрих Наваррский тем не менее начал продвижение через Пуату к среднему течению Луары, пользуясь тем, что королевские войска были стянуты против занятого лигерами Орлеана.
Оба Генриха стремились к сближению, и с конца февраля 1589 начались тайные консультации. Герцоги Майенский и Омальский, противившиеся миру с гугенотами, были объявлены королем виновными в оскорблении величества. Майен 12 февраля во главе пятисот дворян и 4 тысяч пехоты вступил в Париж, где ему устроили торжественную встречу и назначили «наместником государства и короны Франции».
Генрих Наваррский 4 марта выпустил сочиненное для него Дюплесси-Морне знаменитое обращение к французскому народу, в котором призывал все стороны забыть о разногласиях ради достижения мира. 14 марта Дюплесси-Морне прибыл в Тур и на следующий день провел тайные переговоры с королем. 3 апреля был подписан договор о союзе сроком на год, по которому король Наваррский получал Сомюр и обязался перейти Луару и двинуться против герцога Майенского.
26 апреля о соглашении было объявлено официально и гугенотские войска стали готовиться к переходу через Луару. Первоначально договаривались о раздельном наступлении, но Генрих III предложил соединить силы. Тем временем Майен вторгся в Вандомуа и 27—28 апреля разбил королевские войска под Амбуазом.
30 апреля состоялась встреча двух Генрихов у ворот Тура. Через несколько дней Наваррец выступил в Шинон, с Генрихом III почти не осталось войск, чем воспользовался Майен, внезапно атаковавший турские предместья 8 мая. Король Наваррский спешно повернул назад, после ожесточенных боев войска Лиги были отброшены, напоследок устроив чудовищный погром в предместьях. Встретившись с зятем теперь уже на поле боя, Генрих III к большому неудовольствию миньонов надел белую перевязь, но маршал Омон поддержал государя, презрительно бросив его фаворитам: «Только женоподобные мужчины терпеть не могут гугенотов».

## Поход на Париж
Союз роялистов с протестантами привел к существенному ослаблению позиций Лиги, солдаты которой начали дезертировать. Численность войск Майена сократилась до восьми, а затем до пяти тысяч, и те представляли собой сборище разбойников. 24 апреля лигеры потеряли стратегически важный Санлис, перешедший на сторону короля, а при попытке его отвоевать герцог Омальский 17 мая был разбит.
Генрих Наваррский убедил короля, упавшего духом после того, как Сикст V отлучил его от церкви за убийство кардинала, в необходимости отвоевать свою столицу: «Чтобы вернуть себе королевство, вам нужно всего лишь пройти по мостам Парижа».
С июня путь на Париж был открыт, так как Майен с остатками своей армии отступил в Сен-Жермен-де-Пре.
Объединённая армия двинулась на северо-восток, взяв Жаржо, Питивье и 15 июля с боем взяв Этамп, где король распорядился повесить как мятежников губернатора, офицеров и членов городского совета. Затем короли отправились в Арпажон, после чего Наваррец присоединился к войскам, обходившим Париж с запада через Понтуаз, Л'Иль-Адан и Бомон в направлении Пуасси, который оказал сильное сопротивление и был взят штурмом, после чего лидеры горожан были преданы смерти.
После этого там был проведен общий смотр 30-тыс. армии, в состав которой входили 5—6 тыс. бойцов старой гугенотской гвардии, 10 тыс. швейцарцев, 1500 рейтар и 2000 ландскнехтов. Этими силами совместно командовали гугенот Лану и католик герцог де Лонгвиль. В армии, самой большой с начала войны, находился цвет пикардийского и нормандского дворянства, а также войска герцога д’Эпернона.
25 июля, после двенадцатидневного сопротивления пал Понтуаз. Через несколько дней два короля отобрали у лигеров небольшие крепости на Уазе и продвинулись до Конфлана, где к ним присоединились швейцарцы, рейтары и ландскнехты, приведенные Санси, после чего армия достигла численности в сорок тысяч человек.
На военном совете Генрих Наваррский отверг возражения королевских маршалов, настояв на немедленной осаде Парижа. По словам Дюплесси-Морне, он заявил: «На что это похоже, мы пришли поиметь эту прекрасную столицу и не решаемся положить руку на её титьки». 20 июля были взяты Сен-Клу и мост через Сену, после чего Генрих III расположился во дворце парижского епископа Пьера Гонди. Наваррец с авангардом продолжил обходить город с юга, захватив Мёдон и все деревни до Вожирара. Парижане, воодушевленные фанатическими проповедями священников, и понимавшие, что на пощаду со стороны короля, которого они оскорбили и изгнали из собственной столицы, рассчитывать не приходится, сопротивлялись отчаянно, решив дорого продать свою жизнь.
В субботу 29 июля кольцо окружения замкнулось. Падение Парижа казалось неизбежным, восмитысячное войско Майена поредело от дезертирства, а сам он, понимая, что помощи ждать неоткуда, во время очередной вылазки намеренно подставлялся под пули. По словам Пьера де л’Этуаля, Генрих III, глядя на город из окна дворца на холме Сен-Клу, произнес: «Вот сердце Лиrи. Прямо в сердце и следует нанести удар. Было бы очень жаль разрушать такой прекрасный и добрый город; но во всяком случае я должен сломить мятежников, столь позорно меня отсюда изгнавших».

## Смерть Генриха III. Снятие осады
Штурм был назначен на 2 августа, но накануне этой даты монах Жак Клеман, прибывший в королевскую ставку с письмами от первого президента Парламента, смертельно ранил Генриха III. Перед смертью тот ещё успел объявить Генриха Наваррского своим преемником и призвал роялистов подчиниться новому государю, но в сложившихся обстоятельствах этого было явно недостаточно.
Все советники кроме одного высказались за снятие осады, предлагали отступить за Луару, обосноваться в Туре и набрать войска для продолжения войны с Майеном. Из числа высших офицеров только трое сразу признали нового короля: Омон, Юмьер и Живри. Часть швейцарцев убедили остаться на службе, припугнув рассказами о зверствах, которые совершают с их соплеменниками французские крестьяне. Сторонники Генриха III собирались направить к Наваррцу Лонгвиля, но тот отказался, и ультиматум от имени знати представил миньон Франсуа д’О. Он требовал от Генриха принятия католицизма и гарантий безопасности для слуг прежнего режима.
Генрих IV отказался менять веру, заявив, что корона не может быть предметом торга. Тогда было составлено соглашение, официально названное Декларацией, и которое король подписал 4 августа. Он обещал поддерживать католическую религию, в вопросе о своем вероисповедании согласился следовать решению Вселенского или национального собора, который предполагалось созвать в течение шести месяцев. Все государственные должности должны были быть заняты католиками. Протестантам разрешалось проводить богослужения в закрытых помещениях и публично в безопасных городах. Генеральные штаты должны были собраться также в течение полугода.
Из принцев крови декларацию подписал Конти, к которому позднее присоединились отсутствовавшие герцог де Монпансье и граф де Суассон, затем маршалы Бирон и Омон, герцоги Лонгвиль, Люксембург и Монбазон, но Невер и Эпернон уклонились.
Тем временем армия начала разбегаться, и через три дня после смерти последнего Валуа в ней из 40 тысяч осталось всего 22 000 солдат, в том числе 1200 швейцарцев и 2000 немцев. Понимая, что дальнейшее пребывание в лагере Сен-Клу приведет к полному развалу, Генрих 6 августа снял осаду и увел войска в Пуасси, где вечером того же дня было принято решение идти на север в Бомон-сюр-Уаз, где распустить людей.
Лонгвиль и Лану с частью войск отбыли в Пикардию, маршал Омон был назначен наместником в Шампани и Бургундии, и с королем осталось 10 500 человек, в том числе 1900 кавалеристов, два полка швейцарцев, 3000 французской пехоты, четыре пушки и две кулеврины. С этими силами Генрих провел первую нормандскую кампанию, разбив Майена в битве при Арке, а затем предпринял новую атаку Парижа.